# Русские песни (альбом Александра Градского)
«Русские песни» (с подзаголовком «Сюита на темы народных песен») — дебютный студийный альбом советского и российского музыканта Александра Градского, выпущенный в 1980 году на лейбле «Мелодия». Альбом является концептуальным и состоит из русских народных песен в современной рок-обработке. Это была первая полноформатная рок-пластинка, официально выпущенная в Советском Союзе.
Альбом был записан при участии музыкальной группы Градского «Скоморохи».

## История создания
Идея записи данного альбома пришла к Александру Градскому в 1976 году, когда он, будучи студентом Московской консерватории, участвовал в записи и расшифровке произведений русского фольклора. Пять первых композиций альбома были записаны в 1976 году, три завершающие — в 1979 году.
Музыка и тексты большинство песен — народные; Градским были подготовлены аранжировки всех композиций, а также дописан последний куплет в танке «Таня белая». Кроме того, в альбом была включена революционная песня «Вы жертвою пали», написанная в конце XIX века Антоном Амосовым; при записи в конец песни был добавлен инструментальный фрагмент.
В записи альбома широко использовался синтезатор Synthi 100, привезённый в СССР Питером Зиновьевым, создателем фирмы EMS.

## Отзывы критиков
Писатель и журналист Василий Голованов на страницах журнала «Юность» в марте 1985 года назвал альбом в числе наиболее значимых отечественных произведений, сумевших «потеснить» англоязычный рок.
Денис Бояринов (Colta.ru, 2014 год) описал альбом как постмодернистскую и парадоксальную запись: «Это только кажется, что „ничто в полюшке не колышется“, — на самом деле там гуляет буря шекспировских страстей, и Градскому, выработавшему самобытную „итальянско-негритянскую“ манеру пения, в которой выверенная техника сочетается с импровизационностью, а классицистская точность — с рок-н-ролльной расхлябанностью, удалось направить её на слушателя. От половины „Русских песен“ по душе идёт холод: „Таня белая“, где хичкоковское напряжение создаётся контрастом между эмоциональной эквилибристикой голоса и равнодушием остинатного синтезаторного баса; жутковатый „Плач“, в котором Градский поёт и церковным дьячком, и истеричной старухой; печальная акапельная „Не одна во поле дороженька“, где певцу аккомпанируют вороний грай да вой метели. Венчает пластинку революционный реквием „Вы жертвою пали“, заканчивающийся шумом прибоя и возносящимся в вечность распевом».
Meduza включила песню «Таня белая» в список 13 важных песен в исполнении Градского.

## Список композиций
| №                   | Название                     | Длительность |
| ------------------- | ---------------------------- | ------------ |
| 1.                  | «Ничто в полюшке…»           | 4:34         |
| 2.                  | «Дарю пла́ток (страдания)»    | 2:33         |
| 3.                  | «Таня белая (хоровод-танок)» | 3:11         |
| 4.                  | «Плач»                       | 2:09         |
| 5.                  | «На Ивана Купала»            | 4:19         |
| Общая длительность: | Общая длительность:          | 16:46        |

| №                   | Название                     | Длительность |
| ------------------- | ---------------------------- | ------------ |
| 1.                  | «Не одна во поле дороженька» | 7:59         |
| 2.                  | «Солдатская»                 | 5:16         |
| 3.                  | «Вы жертвою пали»            | 7:04         |
| Общая длительность: | Общая длительность:          | 20:19        |

## Участники записи
- Александр Градский — вокал, синтезатор, гитара, фортепиано, челеста, барабаны, колокольчики, перкуссия
- Юрий Иванов — бас-гитара, гармоника
- Сергей Зенько — флейта, свирели, саксофон
- Юрий Фокин — перкуссия (1976)
- Владимир Васильков — перкуссия (1979)
- «Скоморохи» — бэк-группа